# Futbol Club Lleida

El Futbol Club Lleida (o FC Lleyda com també era esmentat a l'època) fou un club català de futbol de la ciutat de Lleida, al Segrià.

## Història
El club va ser fundat el 8 d'abril de 1923, pels membres de la Penya Deportiva Salvat, entitat que es dedicava a la pràctica del futbol des de feia anys i pròxima a la Lliga Regionalista. El mateix any de la seva fundació, la temporada 1923-24, participà en el campionat de Lleida, contra clubs com la Joventut Republicana o el Tàrrega FC. En aquesta temporada l'equip es proclamà campió i assolí l'ascens al Campionat de Catalunya B, en ampliar-se aquesta categoria. El club es mantingué a la segona divisió del futbol català durant cinc temporades, des de la 1924-25 fins a la 1928-29, perdent aquesta darrera la categoria. L'any 1930 el club desaparegué. En el seu lloc, Joan Solé funda el Centre d'Esports de Lleida, un club poliesportiu del qual més tard s'independitzarà el Club Esportiu Joventut, desaparegut el 1935.
El club disputava els seus partits a Cappont, al camí vell d'Albatàrrec. Després de la desaparició del FC Joventut Republicana, el FC Lleida passà a jugar al Camp d'Esports. El club jugava amb camisa blanca amb el coll vermell.

## Temporades
| Temporada | Campionat                         | Posició            |
| --------- | --------------------------------- | ------------------ |
| 1923-24   | C. de Catalunya Tercera categoria | 1r al C. de Lleida |
| 1924-25   | C. de Catalunya Segona categoria  | 5è                 |
| 1925-26   | C. de Catalunya Segona categoria  | 6è                 |
| 1926-27   | C. de Catalunya Segona categoria  | 6è                 |
| 1927-28   | C. de Catalunya Segona categoria  | 8è                 |
| 1928-29   | C. de Catalunya Segona categoria  | 4t del 1r grup     |
| 1929-30   | C. de Catalunya Tercera categoria | 3r a la fase final |